# TRPT1
TRPT1 (англ. TRNA phosphotransferase 1) – білок, який кодується однойменним геном, розташованим у людей на короткому плечі 11-ї хромосоми. Довжина поліпептидного ланцюга білка становить 253 амінокислот, а молекулярна маса — 27 742.
| 10         |  | 20         |  | 30         |  | 40         |  | 50         |
| ---------- |  | ---------- |  | ---------- |  | ---------- |  | ---------- |
| MNFSGGGRQE |  | AAGSRGRRAP |  | RPREQDRDVQ |  | LSKALSYALR |  | HGALKLGLPM |
| GADGFVPLGT |  | LLQLPQFRGF |  | SAEDVQRVVD |  | TNRKQRFALQ |  | LGDPSTGLLI |
| RANQGHSLQV |  | PKLELMPLET |  | PQALPPMLVH |  | GTFWKHWPSI |  | LLKGLSCQGR |
| THIHLAPGLP |  | GDPGIISGMR |  | SHCEIAVFID |  | GPLALADGIP |  | FFRSANGVIL |
| TPGNTDGFLL |  | PKYFKEALQL |  | RPTRKPLSLA |  | GDEETECQSS |  | PKHSSRERRR |
| IQQ        |  |            |  |            |  |            |  |            |

A: Аланін

C: Цистеїн

D: Аспарагінова кислота

E: Глутамінова кислота

F: Фенілаланін

G: Гліцин

H: Гістидин

I: Ізолейцин

K: Лізин

L: Лейцин

M: Метіонін

N: Аспарагін

P: Пролін

Q: Глутамін

R: Аргінін

S: Серин

T: Треонін

V: Валін

W: Триптофан

Кодований геном білок за функціями належить до трансфераз, фосфопротеїнів. 
Задіяний у таких біологічних процесах, як процесинг тРНК, ацетилювання, альтернативний сплайсинг. 
Білок має сайт для зв'язування з НАД. 